# SANAA

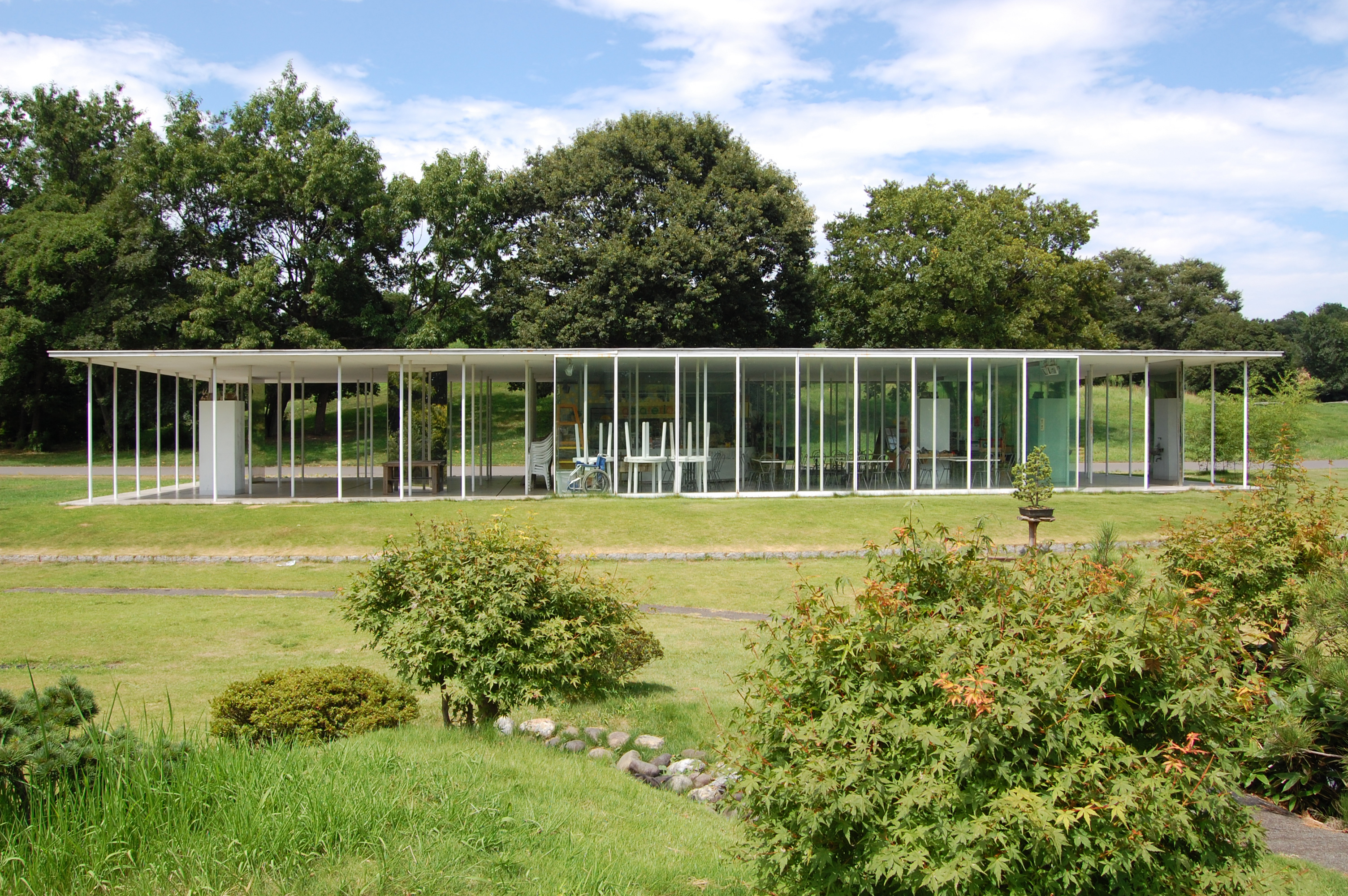
古河綜合公園飲食設施

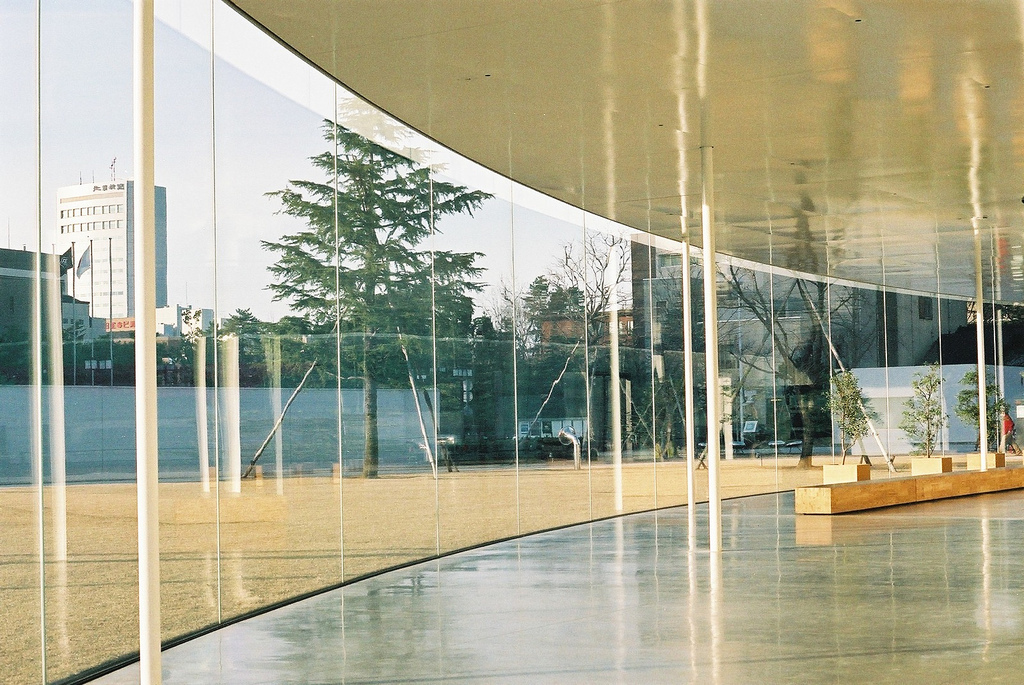
金澤21世紀美術館

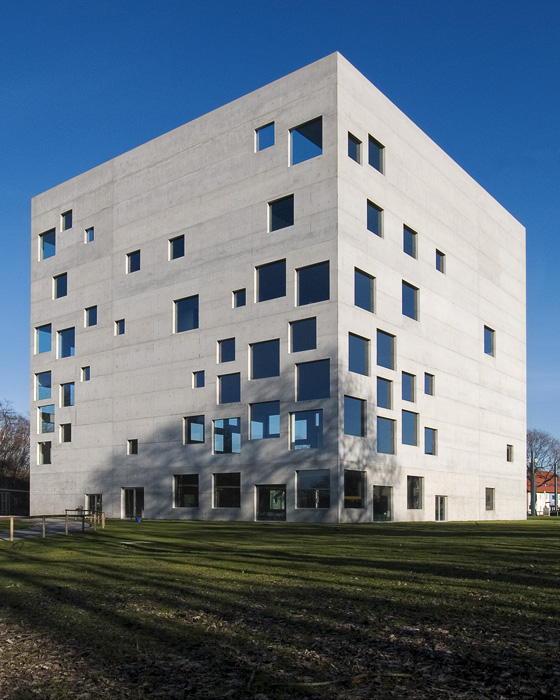
礦業同盟設計管理學院

SANAA（日語：サナー）是由日本建築師妹島和世和西澤立衛兩人共同成立的建築事務所。2010年，SANAA獲得建築界最高榮譽普利兹克奖。

## 主要作品
建築
- 熊野古道博物館　（1996年）
- 岐阜縣立國際情報科學藝術學院 多媒體工作室　（1996年／ 第50回日本建築學會獎作品獎）
- K本社屋（茨城縣日立市／1997年）
- 飯田市小笠原資料館　（長野縣飯田市／1999年）
- 古河綜合公園飲食設施　（茨城縣古河市／1998年）
- 橫濱市六之川地方關懷之家　（橫濱市南區／2000年）
- 三宅一生專賣店　（東京都港區／2003年）
- Dior表参道　（東京都澁谷區／2003年）
- 金澤21世紀美術館　（2004年／得到威尼斯雙年展第9回國際建築展最高獎・金獅子獎）
- 托雷多美術館玻璃藝術中心（美國／2006年）
- 礦業同盟設計管理學院（德國／2006年）
- 諾華園區 WSJ-158（瑞士／2006年）
- 直島渡輪碼頭（香川縣直島町／2006年）
- 新當代藝術博物館（美國／紐約／2007年）
- 中国国际建筑艺术实践展展馆（南京／中華人民共和國／2007年）
- 洛桑联邦理工学院劳力士学习中心  （洛桑／瑞士／2010 年）
- 卢浮宫朗斯分馆
- 西岸艺岛Art Tower（上海／中華人民共和國／2020年）
- 台中綠美圖  （臺中／中華民國 (臺灣)／2022年）

裝置藝術
- 空（香川縣直島町／2006年）

產品設計
- SANAA CHAIR

由妹島所設計，為迎接hhstyle.com3週年紀念而製作的椅子，有鍍鉻和鍍鋅熔接兩種。很快地，鍍鉻的那個會在椅墊下打上「SANAA CHAIR KAZUYO SEJIMA+RYUE NISHIZAWA」的刻印和產品編號。（由hhstyle.com發售）
- nextmaruni project chair No.2946-23

廣島MARUNI木工新企畫「nextmaruni」其中的一個。椅背分開成兩岔，讓人聯想到兔子的耳朵。於2005年米蘭設計週和其他設計師的椅子共同發表。

## 相關連結
- SANAA建築設計事務所網站（页面存档备份，存于）
- nextmaruni project